# SC Hakoah Wien

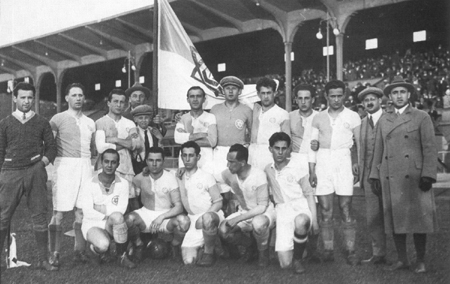
Drużyna piłkarska Hakoah Wiedeń w 1925

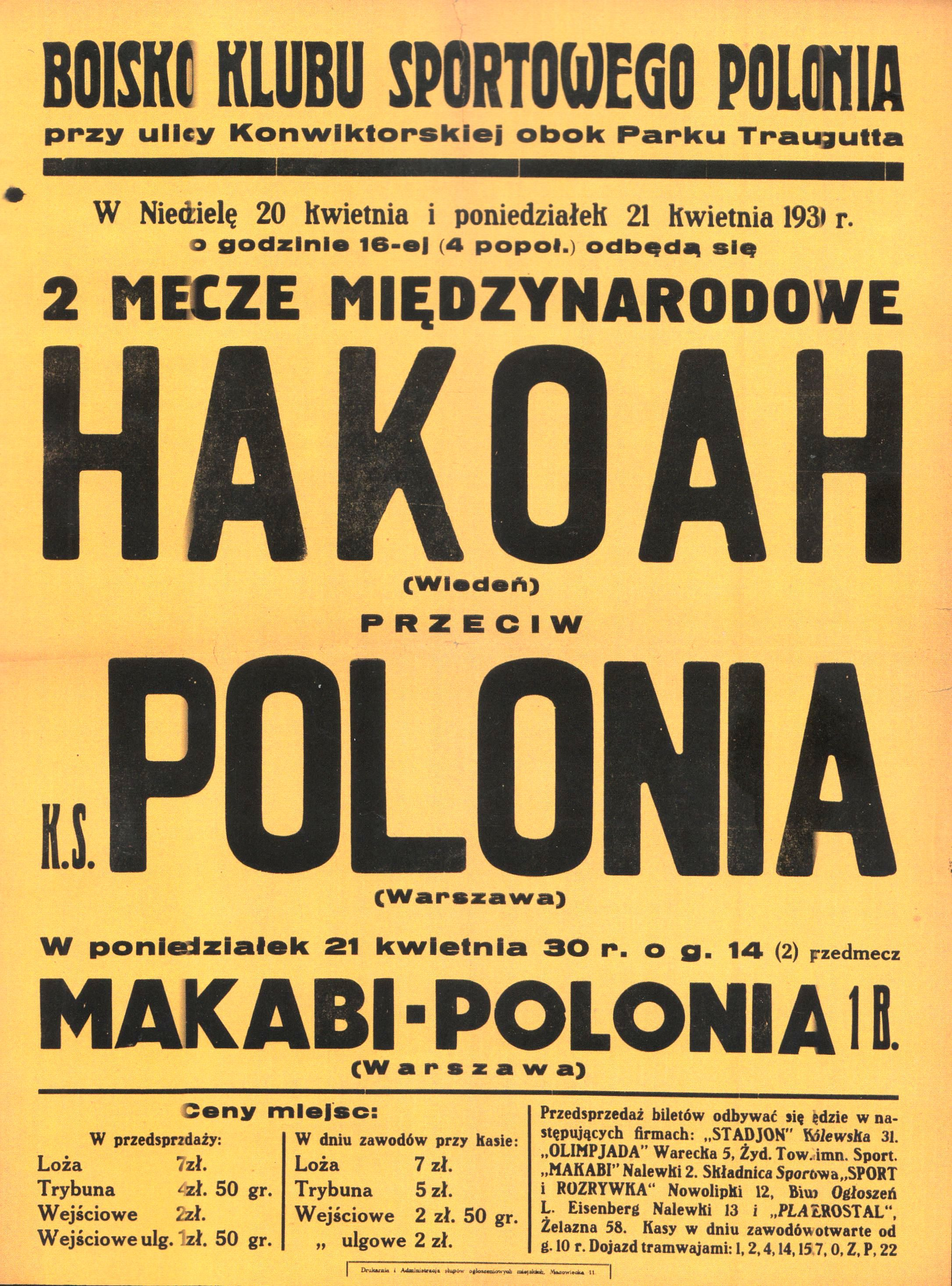
Plakat zapowiadający dwa mecze towarzyskie z Polonią Warszawa podczas wizyty drużyny w Polsce w 1930

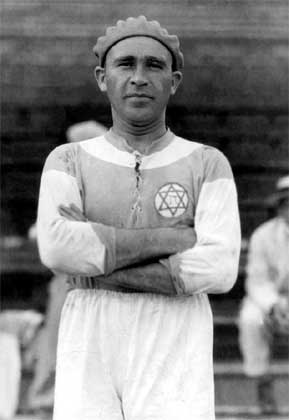
Béla Guttmann (1925)

Sport Club Hakoah Wien (hebr. הכח וינה, haKoach Winah) – austriacki klub sportowy. Przed wybuchem II wojny światowej wśród wychowanków znajdowało się wielu olimpijczyków, a sam klub był znany z sekcji piłki nożnej i zespołu złożonego z samych Żydów z całej Europy. Po aneksji Austrii przez nazistów w roku 1938, klub został rozwiązany, a w 1945 reaktywowany; sekcja piłkarska została zlikwidowana w 1949.

## Historia
W roku 1909 dwójka austriackich syjonistów, librecista operowy Fritz Löhner-Beda i lekarz Ignaz Herman Körner, założyli klub sportowy. Zainspirowani doktryną „muskularnego judaizmu” (niem. Muskeljudentum) autorstwa Maxa Nordaua, nazwali klub „Hakoah” (hebr. הכח), co w języku hebrajskim oznacza „siła”. W początkowych latach istnienia klubu, sportowcy rywalizowali w szermierce, piłce nożnej, hokeju na trawie, lekkoatletyce, zapasach i pływaniu.
Hakoah był prekursorem objazdowych tournée po całym świecie, gdzie przyciągał na trybuny tysiące lokalnych sympatyków wyznania mojżeszowego. Popularność klubu wśród diaspory rozciągała się od Stanów Zjednoczonych po Rosję, a sportowcy zyskiwali na popularności, rozgrywając turnieje i mecze towarzyskie w różnych miejscach globu (Londyn czy Nowy Jork). Jako jeden z pierwszych klubów żydowskich, przyciągnął też uwagę prominentnych przedstawicieli społeczności żydowskiej, takich jak Franz Kafka.
5 września 1920 drużyna piłkarska Hakoah zadebiutowała w rozgrywkach austriackiej Erste Klasse, przegrywając 1:3 z SC Rudolfshügel. Debiutancki sezon zespół z Wiednia zakończył na czwartej pozycji, a w następnym sezonie zajął drugie miejsce, ustępując mistrzom z Wiener SC jedynie o dwa punkty.
W trakcie angielskiego tournée w 1923, piłkarze Hakoah pokonali występujący w rezerwowym składzie miejscowy West Ham United 5–1. Niemniej jednak, Austriacy tym samym zostali pierwszym zespołem z kontynentu, który pokonał angielską drużynę na jej terenie.
Dramatyczny sezon 1924/25 przyniósł Hakoah mistrzostwo ligi austriackiej w niezwykłych okolicznościach. Podczas decydującego o mistrzostwie spotkania pochodzący z Węgier bramkarz Alexander Fabian złamał rękę. Ówczesne zasady nie zezwalały na wymianę kontuzjowanych zawodników, więc golkiper założył temblak i wymienił się pozycjami z napastnikiem. Kilkanaście minut po odniesieniu urazu Fabian zdobył bramkę, która zadecydowała o mistrzowskim tytule dla Hakoah.
W 1926 drużyna odbyła udaną podróż po Stanach Zjednoczonych. Spotkanie piłkarzy nożnych na Polo Grounds w Nowym Jorku przyciągnęło rekordową widownię 46 tysięcy kibiców. Wielu zawodników, zaskoczonych nieporównywalnym występowaniem antysemityzmu za oceanem, zdecydowało się pozostać w Stanach i grać dla miejscowych zespołów. Kilku piłkarzy z tego grona miało się później okazać trzonem zespołu Hakoah Nowy Jork, który w roku 1929 wygrał Puchar USA. Kilkuosobowa grupa piłkarzy zdecydowała się także na emigrację do Palestyny, w której powstał późniejszy Hakoah Amidar Ramat Gan.
Sukcesy klubu nie dotyczyły jednak tylko sekcji piłkarskiej. Hakoah posiadał osiągające liczne tryumfy sekcje zapasów, szermierki, piłki wodnej i pływania. W okresie największej świetności klub liczył ponad pięć tysięcy członków. Film dokumentalny Watermarks z 2004 opowiada historię żeńskiej drużyny pływania Hakoah, uzupełnioną nagraniami z epoki i wywiadami z żyjącymi członkiniami zespołu.
Po aneksji Austrii w 1938, Niemiecki Związek Piłki Nożnej pozbawił klub trofeów i rozwiązał wszystkie sekcje. Stadion przeszedł w posiadanie partii nazistowskiej. W roku 1945 klub został reaktywowany i istnieje do dziś. Po II wojnie światowej zespół piłki nożnej grał w drugiej lidze austriackiej, lecz został rozwiązany w 1949.

## Odrodzenie
W 2000 lokalna społeczność żydowska z Wiednia zakupiła tereny należące niegdyś do klubu w okolicy parku Prater za sumę 10 milionów euro. Projekt nowego centrum kultury zyskał aprobatę władz i został otwarty 11 marca 2008. Zespół piłkarski pod szyldem SC Maccabi gra obecnie w niższych ligach austriackich.

## Byli gracze
| - József Eisenhoffer - Max Gold - Max Grünwald - Béla Guttmann | - Alois Hess - Moritz Häusler - Egon Pollak - Ernő Schwarz |

## Sukcesy
- Mistrzostwo ligi austriackiej
  - 1924/25

- 2. Klasse A/II. Liga
  - 1919/20, 1928/29